# Saint-Louis-de-Gonzague, Chaudière-Appalaches
Saint-Louis-de-Gonzague är en kommun i provinsen Québec i Kanada. Den ligger i regionen Chaudière-Appalaches, i den sydöstra delen av landet, 400 km öster om huvudstaden Ottawa.